# Lupin/ルパン
『Lupin/ルパン』（Lupin）は、2021年1月8日にNetflixで配信された、ジョージ・ケイとフランソワ・ウザンによって製作されたフランスのミステリードラマ作品。10エピソードで構成され、前半5エピソード(Part 1)は2021年1月に、後半5エピソード(Part 2)は同年7月に公開された。その後Part 3として7エピソードが2023年10月5日に公開。Part 4の製作が発表された。
1900年代初頭にモーリス・ルブランによって生み出されたキャラクター、怪盗紳士アルセーヌ・ルパンの冒険に触発された男、アサン・ディオプの役としてオマール・シーが主演する。Part 1の5エピソードのタイトル画面には、主人公のインスピレーションに言及して、Dans L'Ombre D'Arsène（アルセーヌの影の中）という字幕が付けられている。

## あらすじ

### Part 1 - 2
セネガルから息子のためにより良い生活を求めてフランスへ移民してきたババカール・ディオプとその一人息子、アサン・ディオプ。ババカールは富豪ペレグリニ家の運転手として勤勉に働いていたが、雇用主のユベール・ペレグリニによってマリー・アントワネットのダイヤモンドネックレスの窃盗の濡れ衣を着せられ、失意のうちに獄中で自殺した。孤児となったアサンは、父親から生前に贈られた小説『怪盗紳士ルパン』に触発され、25年後に自らの泥棒・変装技術やカリスマ性を用いてペレグリニ家への復讐を狙う。

### Part 3
ペレグリニ家への復讐を果たしたアサンだったが、その存在はフランス中に広く知れ渡る所となり、警察とマスコミに絶えず狙われる存在となってしまう。家族に危害が及ぶ事を危惧したアサンは自身の死を偽装して身を隠すものの、それに追い討ちをかけるように、母親が何者かによって誘拐される。囚われの母を救うべく、アサンと仲間たちは謎の人物からの指令に従って数々の高難度の窃盗を強いられる。

## キャストとキャラクター
アサン・ディオプ (Assane Diop)
演 - オマール・シー (Omar Sy)、日本語吹替 - 安元洋貴
本作の主人公。アルセーヌ・ルパンを敬愛し、深い研究の末にその大胆かつ鮮やかな盗みの手口を継承した現代の怪盗紳士。盗みだけではなく、変装・ハッキング・格闘術・詐術・運転などあらゆる能力に長ける天才的な犯罪者であるが、「人は殺さない」というルパンと同じこだわりを持つ。幼い頃に上記の事情で父を失っており、父の無実を証明し真実を明らかにすることを人生の行動原理としている。父が不可解な裁判で自殺に追いやられたためか法律や公権力といったものを信用しておらず、学生時代から平然と違法行為等を行う傾向があった。大人になってからはより洗練された手口で盗みを働き、自分の知恵や人脈を総動員してペレグリニ家に戦いを挑む。
シーは、森田崇の漫画作品『怪盗ルパン伝 アバンチュリエ』に影響を受けたとインタビューで述べている。
少年時代：演 - ママドゥ・ハイダラ (Mamadou Haidara)
クレール (Claire Laurent)
演 - リュディヴィーヌ・サニエ (Ludivine Sagnier)、日本語吹替 - 渡辺明乃
アサンの幼馴染であり元恋人。パートナーを解消した後も関係は悪くないようで、彼との間にできた一人息子のラウールを時々アサンに会わせながら育てている。時間通りに来ることがないなど自由奔放に振る舞い、何の仕事をしているのかも定かではないアサンには手を焼いており、それが彼との微妙な距離感の原因にもなっている。
少女時代：演 - ルドミラ・マコフスキ (Ludmilla Makowski)
ラウール (Raoul Diop)
演 - エタン・シモン (Etan Simon)、日本語吹替 - 山崎智史
アサンとクレールの息子。アルセーヌ・ルパンの本名と同じ名前を持つ。母クレールと違いアサンには信頼と尊敬を持っており、アサンからルパンの本をプレゼントされることを楽しみにしている。
ババカール・ディオプ (Babakar Diop)
演 - ファルガス・アサンデ (Fargass Assandé)、日本語吹替 - 尾花かんじ
アサンの父親。25年前、ペレグリニ家の運転手を務めていたが、宝飾品「女王の首飾り」窃盗の罪を着せられて懲役刑に処された末、獄中で自ら命を絶った。実直で慈悲深い人物であり、アサンを深く愛しつつも、単語のスペルを書き間違えただけで叱るような厳しい一面もあった。ババカールがプレゼントしたルパンの小説が、その後のアサンの人生を大きく変えることとなる。
ベンジャマン・フェレル (Benjamin Férel)
演 - アントワーヌ・グイ (Antoine Gouy)、日本語吹替 - 上田燿司
アサンの友人の古物商。学生時代からの知り合いで、黒人への偏見を持たなかったため仲良くなった。アサンが犯罪やそれに近い行為を行っても止めるどころか協力するような悪友でもある。ターゲットとなる物品の贋作やアサンが盗み出した宝飾品の鑑定・販売などに協力する。
少年時代：演 - Adrian Valli
ユベール・ペレグリニ (Hubert Pellegrini)
演 - エルヴェ・ピエール (Hervé Pierre)、日本語吹替 - 仲野裕
各方面に多大な影響力を持つ大富豪ペレグリニ家の当主。ババカールを陥れた張本人。金にがめつく、利益のためなら違法行為を平然と行う人物である。政財界に広範な人脈を有しており、犯罪のもみ消し程度は造作もない。逆らうものは家族であっても容赦せず切り捨てるなど自己中心的な面も強く、強大な敵としてアサンの前に立ちはだかる。
アンヌ・ペレグリニ (Anne Pellegrini)
演 - ニコル・ガルシア (Nicole Garcia)、日本語吹替 - 三沢明美
ユベールの妻。温厚な性格で25年前の事件ではババカールを庇おうとしたが、ユベールに利用され、逆に彼の有罪を補強する結果となってしまった。現在はユベールと疎遠になり、時々娘のジュリエットと会うのみとなっている。
ジュリエット・ペレグリニ (Juliette Pellegrini)
演 - クロティルド・エスム (Clotilde Hesme)、日本語吹替 - 平田裕香
ユベールの娘。ユベールの後継者として非営利財団で慈善活動などを行い、ペレグリニ家のスポークスマン的な面も持つ。一方でスリリングな恋愛を好む性格でもあり、完全に善良な女性というわけではない。アサンとは幼馴染であり、淡い好意を抱きつつも黒人を毛嫌いするユベールが反対したこともあり深い仲になるには至らなかった。大人になって彼と再会したことで、過去の首飾り盗難事件や父の不正と向き合うこととなる。
少女時代：演 - レア・ボノー (Léa Bonneau)
ガブリエル・デュモン (Gabriel Dumont)
演 - ヴァンサン・ガランジェ (Vincent Garanger)、日本語吹替 - 大滝寛
パリ警視庁の警視。25年前の首飾り盗難事件の担当刑事であり、事件の真相に深く関わっている。部下には尊大に接するが自分より上の権力者の前ではおどおどとしていることが多く、また時々規則を曲げて特殊な事件処理をするなど、不審な行動を取ることがある。
ロマン・ロジエ (Captain Romain Laugier)
演 - ヴァンサン・ロンデ (Vincent Londez)、日本語吹替 - 藤井啓輔
パリ市警の警部。アサンの起こす数々の盗難事件のうち１つの担当だったため、それ以降も一連の捜査に当たる。上司のデュモンの非合理的な指示に振り回されながらも、地道な捜査で少しずつ事件の真相に近づいていく。
ソフィア・ベルカセム (Sofia Belkacem)
演 - シリーヌ・ブテラ (Shirine Boutella)、日本語吹替 - 青山玲菜
パリ市警の刑事でロジエの部下。アサンが各地で起こす事件の捜査にあたり、犯人を追う。ゲディラの提唱する「アサンはルパンの模倣犯である」という説を最初は鼻で笑っていたが、次第に彼の視点が的を射ていることに気づき、一目置くようになる。
ユセフ・ゲディラ (Youssef Guédira)
演 - スフィアン・ゲラブ (Soufiane Guerrab)、日本語吹替 - 杉村憲司
パリ市警の刑事でロジエの部下。アサンと同じくルブランの小説に精通しており、一連の犯行がルパンの手口を模している事にいち早く気づく。原典におけるルパンのライバルであるガニマール警部を彷彿とさせる人物で、作中でもアサンからそう呼ばれる場面がある。ゲディラ(Youssef Guedira)という名前自体もガニマール(Justin Ganimard)に似せている。彼自身もルパンの信奉者であることから、アサンとは奇妙な関係性を築くこととなる。北アフリカ系移民の血を引いているものの、白人であるためかアサン親子ほど強い差別は受けていない。しかし組織内では他の同僚たちよりも多少軽んじられており、犯人像をルパンと結びつける推理も当初は聞き入れられなかった。
レオナール・コネ (Léonard Koné)
演 - アダマ・ニアヌ (Adama Niane)、日本語吹替 - 菊地達弘
ユベール子飼いの殺し屋。ユベールからアサン殺害の指示を受け、彼を狙う。常に単独で行動し、獲物にはしつこくつきまとう。
フィリップ・クールベ (Philippe Courbet)
演 - ステファン・クレポン (Stefan Crepon)、日本語吹替 - 宮崎遊
ユベールの財務方面の担当者の一人。ハイリスクハイリターンな取引を提案し大きな利益を上げるブローカー。有能で冷徹、感情を表に出すことはほとんどない。
ファビエンヌ・ベリオ (Fabienne Bériot)
演 - アンヌ・ブノワアンヌ・ブノワ (Anne Benoît)、日本語吹替 - 幸田直子
ジャーナリスト。かつてユベールの不正の情報を掴んで書籍を出版、彼を追い詰めたが、逆に裁判を起こされ敗北し巨額の賠償金を背負う。以後は世捨て人のように暮らしていたが、アサンの訪問をきっかけに再び立ち上がる。愛犬の名はジャキューズ（意味は「告発」）で、のちにアサンの大事な仲間となる。
フルール・ベランジュ (Fleur Bélanger)
演 - マーサ・カンガ・アントニオ (Martha Canga Antonio)
アサンに関するスクープを狙うロブジェクター紙の記者。
アルノルド (Arnold de Garmeaux)
演 - ジュリアン・ペステル (Julien Pestel)
フルールの同僚。彼女とスクープを競う新聞記者。
マリアマ・ディオプ (Mariama Diop)
演 - ナキ・シ・サヴァネ (Naky Sy Savané)
アサンの母親。25年前はセネガルの刑務所に収監されていた。
若年期：演 - セイナ・カネ (Seyna Kane)
ジャン＝リュック・ケラー (Jean-Luc Keller)
演 - スティーヴ・ティエンチュー (Steve Tientcheu)
アサンとブルーノが通っていたボクシングジムのオーナー。ブルーノ兄妹の後見人。
壮年期：演 - サリフ・シセ (Salif Cissé)
マノン (Manon)
演 - サンドラ・パルフェ (Sandra Parfait)
ケラーのガールフレンド。
若年期：演 - Sandya Touré Maite
ブルーノ (Bruno)
演 - ピエール・ロタン (Pierre Lottin)
アサンの幼馴染。アサンと共にケラーのボクシングジムに通っていた。
少年期：演 - ノエ・ウォデッキ (Noé Wodecki)
シスコ (Cisco)
演 - Vincent Overath
ギャングのリーダー。金色のトランプカードを持ち歩き、他者に「エースか死か」という理不尽な選択を迫る。
フェルナン (Ferdinand)
演 - Nicolas Berno
ケラーの手下。アサンと同時期にケラーのボクシングジムにいた。

## エピソード

### Part 1
- 1-1 "Chapter 1 – Le Collier de la reine"　（「女王の首飾り」の意）：48分
- 1-2 "Chapter 2 – L'Illusion"　（「幻影」の意）：53分
- 1-3 "Chapter 3 – Le Commissaire Dumont"　（「デュモン警視」の意）：43分
- 1-4 "Chapter 4 – Volte-face"　（「豹変」の意）：48分
- 1-5 "Chapter 5 – Étretat"　（「エトルタ」の意）：44分

### Part 2
- 2-1 "Chapter 6"：43分
- 2-2 "Chapter 7"：44分
- 2-3 "Chapter 8"：41分
- 2-4 "Chapter 9"：47分
- 2-5 "Chapter 10"：50分

### Part 3
- 3-1 "Chapter 1"：51分
- 3-2 "Chapter 2"：48分
- 3-3 "Chapter 3"：52分
- 3-4 "Chapter 4"：42分
- 3-5 "Chapter 5"：42分
- 3-6 "Chapter 6"：42分
- 3-7 "Chapter 7"：51分

## 製作
- 脚本・プロデューサー：ジョージ・ケイ
- 監督：ルイ・レテリエ, マルセラ・サイド（パート 1）、ルドビク・バーナード, ユーゴ・ジェラン（パート 2 / パート 3）
- キャラクター創造：モーリス・ルブラン
- 音楽：マチュー・ランボレ
- 挿入歌

「アイ・キャン・シー・クリアリー・ナウ」（ジミー・クリフ）
「リーチ・アウト・アイル・ビー・ゼア」（フォー・トップス）